# طب نفس عسكري
يغطي الطب النفسي العسكري جوانب خاصة من الطب النفسي والاضطرابات العقلية ضمن السياق العسكري. الهدف من الطب النفسي العسكري هو الحفاظ على أكبر عدد ممكن من الأفراد العاملين في الخدمة لائقين للخدمة ومعالجة أولئك الذين يعانون من أمراض نفسية. يشمل الطب النفسي العسكري تقديم المشورة للأفراد والعائلات حول مجموعة متنوعة من قضايا الحياة، غالبًا من وجهة نظر إستراتيجيات الحياة، بالإضافة إلى تقديم المشورة لقضايا الصحة العقلية والوقاية من تعاطي المخدرات وعلاج تعاطي المخدرات؛ وعند الاقتضاء، العلاج الطبي للأمراض العقلية ذات الأساس البيولوجي، من بين عناصر أخرى.
الطبيب النفسي العسكري هو طبيب نفسي - سواء كان ضابطًا بالزي الرسمي أو مستشارًا مدنيًا - متخصصًا في علاج الأفراد العسكريين وأفراد الأسرة العسكريين الذين يعانون من الاضطرابات العقلية التي تحدث ضمن المعيار الإحصائي لأي مجموعة سكانية، وكذلك الاضطرابات الناتجة عن الحرب وكذلك الضغوط المرتبطة بالحياة العسكرية.

## حسب البلد

### النرويج
منذ ستينات القرن العشرين أسس آرني سوند، كبير الأطباء النفسيين في الخدمة الطبية للقوات المسلحة النرويجية، الطب النفسي العسكري النرويجي باعتباره رائدًا داخل الناتو وأصبح مؤسس مجال البحث في الطب النفسي للكوارث الذي تطور من الطب النفسي العسكري.

### الولايات المتحدة الأمريكية

#### أعضاء الخدمة الفعلية
ترايكير هو برنامج صحي يتم تقديمه لأفراد الخدمة النظاميين، والحرس الوطني أو أفراد الاحتياط، والناجين، والأزواج السابقين، ومتلقي وسام الشرف، وعائلاتهم من خلال نظام الصحة العسكرية التابع لوزارة الدفاع الأمريكية. عند التسجيل، يحصل أعضاء الخدمة الفعلية وأسرهم على إمكانية الوصول إلى رعاية الصحة العقلية الطارئة وغير الطارئة. في حالة الطوارئ الصحية العقلية، يُنصح الأعضاء بالذهاب إلى أقرب قسم للطوارئ في المستشفى. لا يوجد شرط للحصول على إذن مسبق. يجب إبلاغ المقاول الإقليمي عن عمليات القبول في غضون 24 ساعة أو في يوم العمل التالي. بالنسبة للحالات غير الطارئة، يجب أن يتلقى أعضاء الخدمة الفعلية إحالة وتفويضًا مسبقًا لجميع رعاية الصحة العقلية.

#### قدامى المحاربين
تقدم وزارة شؤون المحاربين القدامى بالولايات المتحدة رعاية الصحة العقلية للمحاربين القدامى من خلال التسجيل في الرعاية الصحية للمحاربين القدامى. تشمل المزايا الرعاية الطارئة وغير الطارئة. تتوفر رعاية الصحة العقلية في حالات الطوارئ على مدار 24 ساعة في اليوم، 7 أيام في الأسبوع، من خلال المراكز الطبية للمحاربين القدامى وخط أزمات المحاربين القدامى. تشمل خدمات رعاية الصحة العقلية غير الطارئة المقدمة رعاية المرضى الداخليين والخارجيين، وعلاج إعادة التأهيل وبرامج الإقامة (المقيمين في الداخل)، وبيئات العمل المدعومة. الحالات التي تعالجها وزارة شؤون المحاربين القدامى:
- اضطراب ما بعد الصدمة (PTSD)
- الاكتئاب
- منع الانتحار
- القضايا المتعلقة بالصدمات الجنسية العسكرية (MST)
- مشاكل استخدام المواد
- مرض ثنائي القطب
- انفصام في الشخصية
- الحالات المتعلقة بالقلق

## علم الأوبئة
ارتبطت الاضطرابات النفسية بأكبر عدد من الإصابات والتسريح في عدة حروب. مثل هذه الظروف عادة ما يكون لها مظاهر جسدية. يقلل العلاج النفسي الطارئ في الموقع من انتشار الأمراض النفسية في السياق العسكري.

## أطباء نفسيون عسكريون بارزون
- ويليام هالس ريفرز (1864-1922)
- إرنست رودين (1874–1952)
- آرني سوند (1925-2012)
- سيمون ويسلي (1956 إلى الوقت الحاضر)
- نيل جرينبيرج (1968 إلى الوقت الحاضر)
- الجنرال وليام سي ميننجر
- نضال حسن منفذ إطلاق النار في فورت هود عام 2009